# Île Rattlesnake
Pour les articles homonymes, voir Rattlesnake.
L'île Rattlesnake ou île du serpent à sonnette est une petite île du sud-ouest lac Erié, dans le comté d'Ottawa (Ohio aux USA).
C'est l'une des plus petites du groupe d'îles de l'archipel des îles Bass. Elle se trouve juste au large de la rive nord-ouest de l'île Middle Bass, en dessous de Sugar Island et elle fait partie du canton de Put-In-Bay (en).
Le nom de serpent à sonnettes vient à la fois des serpents à sonnettes réels qui habitaient l'île, ainsi que de la forme générale de l'île (deux petits îlots près de la pointe ressemblent à un hochet de serpent à sonnettes).

## Historique
Légalement, depuis l'époque coloniale, les îles du lac Érié faisaient partie de la section Firelands de la réserve ouest de la Connecticut Land Company (en).
Put-in-Bay était un emplacement stratégique pendant la guerre anglo-américaine de 1812, lorsque Oliver Hazard Perry (commodore de la flotte américaine sur le lac Érié) a rencontré le général William Henry Harrison à la baie de Sandusky, et à la suite de discussions concernant la prochaine campagne, les commandants ont choisi le port de Put-in-Bay pour la base navale américaine. Depuis cet emplacement stratégique, Perry a pu observer les mouvements de la flotte britannique, et finalement les a engagés et vaincus. La victoire de Perry a donné aux Américains le contrôle du lac Érié et un calme relatif a régné parmi les îles.
En 1854, Abigail Dunning de Hartford, Connecticut, a vendu l'île Rattlesnake à Horace Kelley (en) de Cleveland, en Ohio. Peu de temps après, des bureaux de poste ont été établis sur l'île Bass Sud (1860), l'île Bass Nord (1864) et l'île Middle Bass (1864). L'île Rattlesnake était en grande partie inhabitée à l'époque et le 22 juin 1861, l'île Rattlesnake est devenue une partie du canton de Put-In-Bay.

## Histoire moderne
L'histoire moderne de l'île de Rattlesnake a commencé avec l'achat de l'île vers 1929 par Hubert D.Bennett, le propriétaire de la Toledo Scale Company, qui a développé l'île en y installant un pavillon, un port et une piste d'atterrissage est-ouest. Une deuxième piste d'atterrissage nord-sud a été ajoutée dans les années 1950 par un ordre catholique. En 1959, l'île a été vendue à James P. Frackelton, un chirurgien de Cleveland et propriétaire de la Cleveland Stamp and Coin Company, et à Robert C. Schull, un courtier en valeurs mobilières. Ils ont développé davantage l'île, mais les conditions économiques et du marché ont forcé la vente de l'île en 1989.

### Île privée
L'île Rattlesnake est alors devenue une île privée qui a été revendue en 1992 pour 4,6 millions de dollars. Frackelton et soixante-cinq autres investisseurs ont racheté l'île en 1999. Aujourd'hui, l'île Rattlesnake n'est accessible qu'aux 65 membres du Rattlesnake Island Club. Il n'y a actuellement qu'une quinzaine de lots privés et exclusifs sur l'île. La vente de biens sur l'île est contrôlée par le club de l'île.
La plupart des membres se rendent sur l'île pour profiter des installations privées. Il existe deux pistes d'atterrissage pour les avions privés. Il y a également sept chambres d'hôtel dans lesquelles les membres peuvent séjourner pour la nuit. Ces dernières années, une deuxième marina a été ajoutée à l'île.

## Galerie

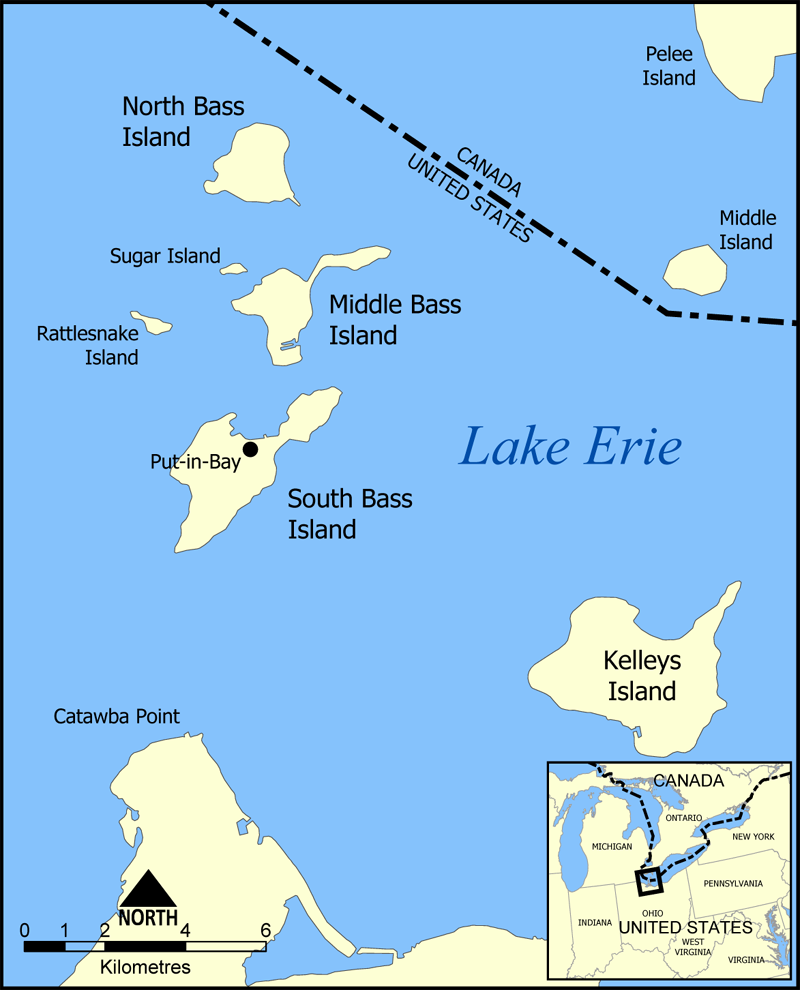
Position de l'île Rattlesnake